# Slag bij Crogen
De Slag bij Crogen vond plaats in de vallei van de rivier de Ceirog in Wales in 1165 en werd uitgevochten tussen het Welshe leger van vorst Owain Gwynedd en het leger van Hendrik II van Engeland.

## Aanloop
Hendrik II wilde in een poging om zijn Angevijnse Rijk uit te breiden Wales aan zijn rijk toevoegen en verzamelde in de zomer van 1165 te Oswestry een leger om over het Berwyngebergte en door de vallei van de Ceiriog te trekken om zo het land gewapenderhand te veroveren. Het was de bedoeling van Hendrik II om de in 1163 door Dafydd, Owains zoon, aangevallen forten Rhuddlan en Basingwerk te hulp te komen en hij schijnt weerstand te hebben verwacht, want hij rekruteerde een aanzienlijke strijdmacht. Toen Owain het nieuws over de invasie vernam, riep hij zijn eigen leger te Corwen bij elkaar en kreeg ook steun vanuit Deheubarth, onder leiding van Rhys ap Gruffydd, en Powys.

## Slag
Het Engelse leger was groter in getale dus besloot Owain Gwynedd in de hinderlaag te gaan liggen. Hij stuurde er verkenners er op uit om te weten welke route Hendrik II zou nemen. Toen de Engelsen in het dichtbeboste vallei van Ceirog kwamen zag Hendrik II de mogelijke zwakheid van zijn leger in en zette hij tweeduizend houthakkers in om bomen om te hakken. Terwijl de bomen gekapt werden werd het leger bij Offa's Dyke aan de rand van de vallei aangevallen. De Welshmen vielen Hendriks achterhoede aan en zorgden daar voor hevige verliezen. Hierop was Hendrik II genoodzaakt om zijn invasie af te breken.

## Nasleep
Na de nederlaag gaf Hendrik II de opdracht om zijn Welshe gijzelaars naar hem toe te brengen in Shrewsbury en gaf hij opdracht om 22 van hen te verminken. Onder hen bevonden zich ook twee zonen van Owain Gwynedd. Vervolgens keerde Hendrik II terug naar zijn Franse gebieden.